# Macropsis glandacea
Macropsis glandacea är en insektsart som beskrevs av Franz Xaver Fieber 1868. Macropsis glandacea ingår i släktet Macropsis och familjen dvärgstritar. Inga underarter finns listade i Catalogue of Life.